# Turbinia
O Turbinia foi o primeiro barco a vapor que usava uma turbina a vapor como motor. Construído como um barco experimental em 1894, e facilmente o barco mais rápido do mundo naquela época, o Turbinia foi apresentado de forma dramática no Spithead Navy Review em 1897 e se tornou o padrão para a próxima geração de barcos a vapor, a maioria deles movidos a turbinas. Atualmente o barco está no Discovery Museum em Newcastle upon Tyne, Nordeste da Inglaterra, enquanto o motor original está no Science Museum em Londres.

## Desenvolvimento
Charles Algernon Parsons inventou a turbina a vapor moderna em 1884 e, tendo percebido seu potencial para movimentar navios, criou a Parsons Marine Steam Turbine Company com cinco sócios em 1893. Para desenvolver a mesma ele contava com o barco experimental Turbinia, construído com um projeto leve de aço pela firma Brown and Hood, de Wallsend on Tyne, no Nordeste da Inglaterra.
O Almirantado foi mantido informado do desenvolvimento, e o Turbinia foi lançado em 2 de agosto de 1894. Apesar do sucesso do motor de turbina, tentativas iniciais feitas com uma hélice foram desapontadoras. Depois de descobrir o problema da cavitação e construir o primeiro túnel de cavitação, a pesquisa de Parsons levou ao uso de três turbinas de fluxo axial, conectadas a três eixos, cada um deles movimentando três hélices, num total de nove hélices. Nos testes seguintes o barco atingiu uma velocidade máxima de 34 nós (63 km/h ou 39 mph), de forma que "os passageiros a bordo seriam convencidos além de qualquer dúvida que o Turbinia era o cão de corridas vencedor do Mar do Norte".
As turbinas eram controladas diretamente, já que as turbinas com engrenagens não foram introduzidas até 1910. Mesmo após a introdução das turbinas com engrenagens, a eficiência da maior turbina de vapor axial ainda estava abaixo de 12%. O Turbinia era até menos eficiente, com sua turbina direta movendo a uma velocidade máxima de apenas 30 metros por segundo. Apesar disso, ainda assim foi uma melhora dramática em relação aos seus predecessores.

## Demonstração

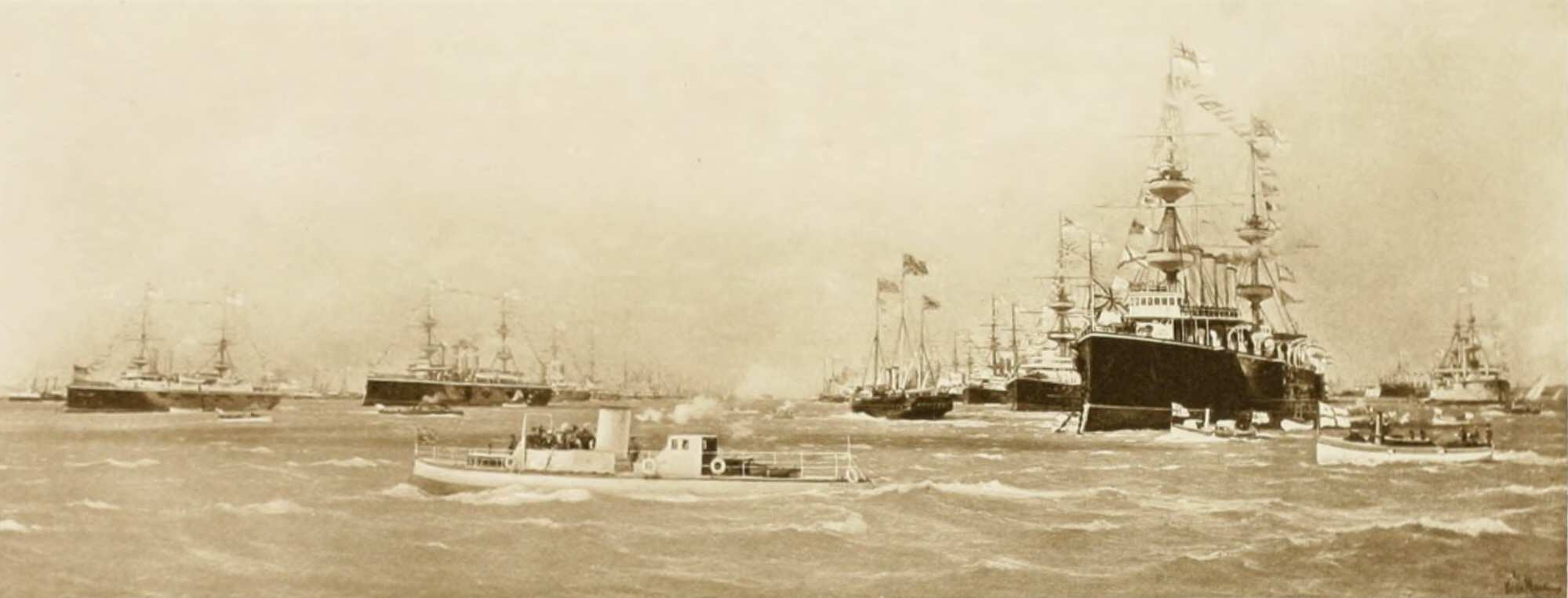
Turbinia no Spithead Navy Review, 1897.

O navio de Parson apareceu sem ser anunciado no Navy Review para o Jubileu de Diamante da Rainha Vitória em Spithead, em 26 de junho de 1897, em frente ao Príncipe de Gales, dignatários estrangeiros e Lordes do Almirantado. Como uma peça de publicidade audaciosa, o Turbinia, que era mais rápido que qualquer outro navio de sua época, correu entre as duas linhas de navios da marinha e lançou vapor em frente à multidão e os príncipes, enquanto facilmente escapava de um navio que tentou persegui-lo, quase virando o mesmo com a marola.

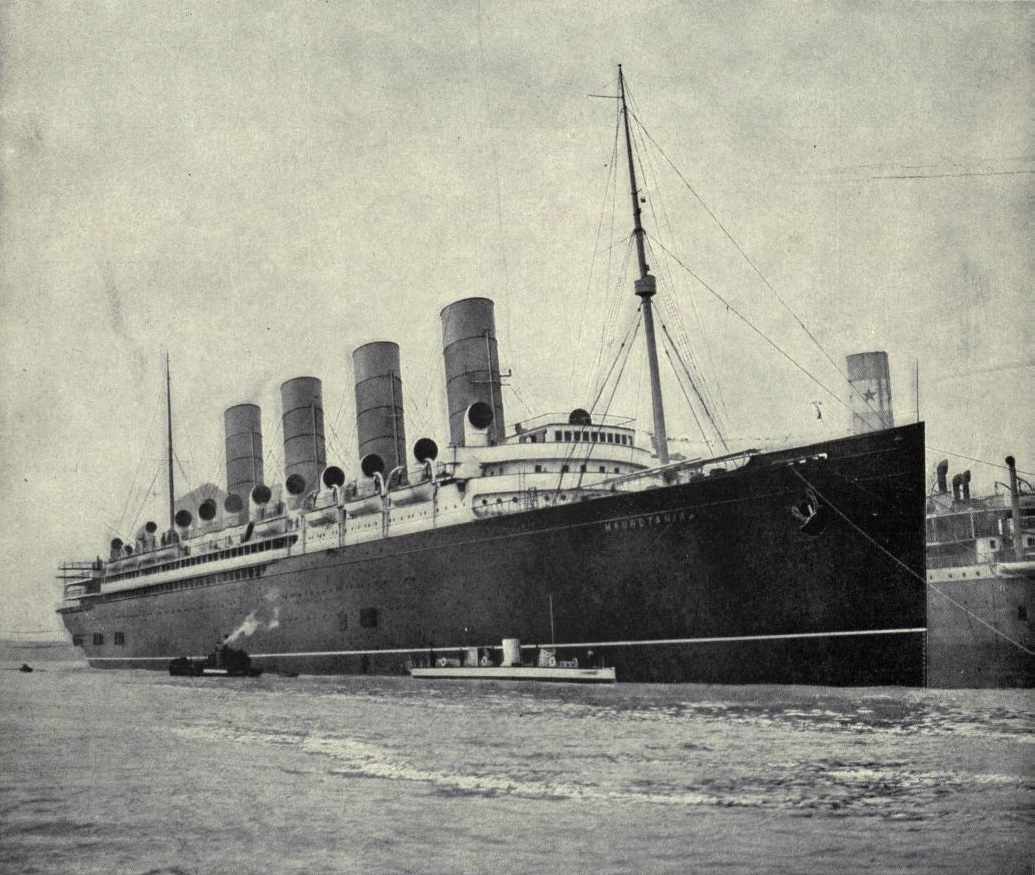
Turbinia ao lado do RMS Mauretania

O fotógrafo e cinematógrafo Alfred J. West fez várias fotos do Turbinia viajando a toda velocidade no Review. Mais tarde ele foi convidado por Sir Charles Parsons para filmar e fotografar o navio no Rio Tyne e no Mar do Norte adjacente; as imagens capturadas permanecem como a imagem definitiva do Turbinia a toda velocidade.

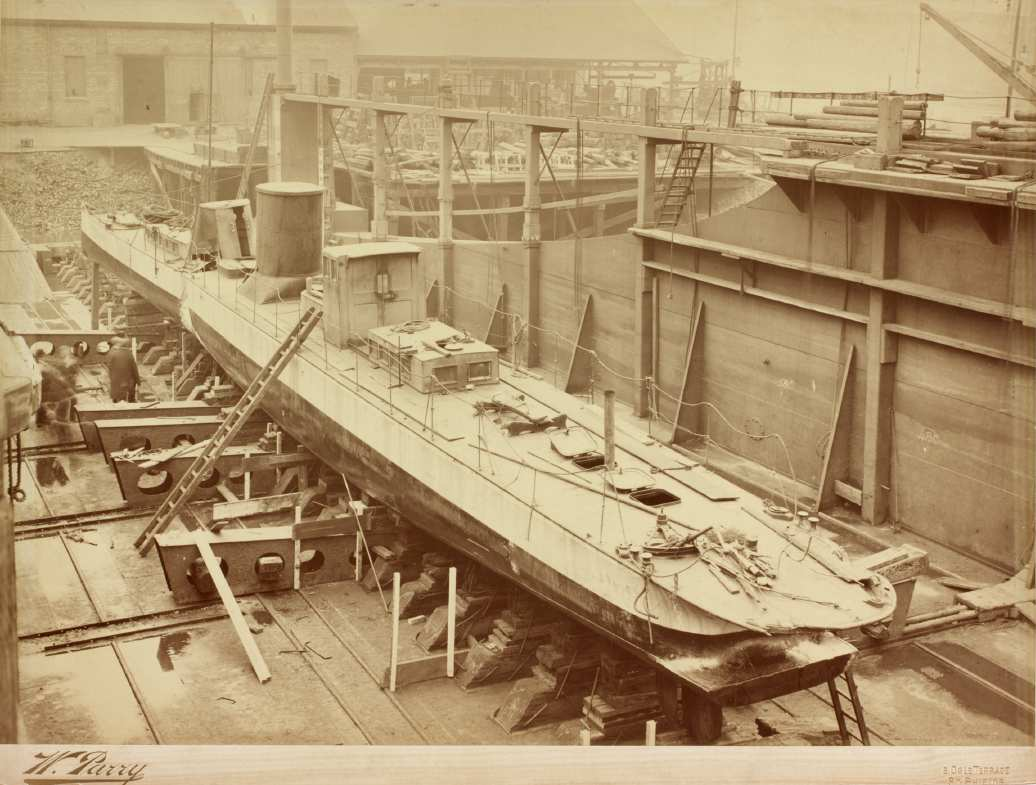
O Turbinia danificado, na doca seca para reparos

A partir desta demonstração clara de velocidade e potência e após outros testes a alta velocidade assistidos pelo Almirantado, Parsons construiu o Turbinia Works em Wallsend, que então construiu os motores para dois destróieres movidos a turbina para a Marinha, o HMS Viper e o HMS Cobra, que foram lançados em 1899. Os dois barcos foram perdidos mais tarde, mas apesar da perda destes barcos atrasar a introdução das turbinas, o Almirantado estava convencido. Em 1900, o Turbinia viajou para Paris e foi apresentado a oficiais franceses e então exposto na Exposição de Paris.
O primeiro barco mercante com turbina, o vapor Clyde TS King Edward seguiu em 1901. O Almirantado confirmou em 1905 que todos os navios da Marinha Real no futuro teriam turbinas, e em 1906 o primeiro navio de guerra com turbina, o revolucionário HMS Dreadnought, foi lançado.

## O incidente com o Crosby
Em 11 de janeiro de 1907, o Turbinia foi atingido e quase cortado ao meio pelo Crosby, um navio que estava sendo lançado cruzando o rio do banco sul do Tyne. O barco foi reparado e viajou junto com o RMS Mauretania (outro navio a turbina) após o lançamento daquele transatlântico. Entretanto, problemas mecânicos impediram que o Turbinia acompanhasse o Mauretania descendo o rio Tyne para o mar.

## Como barco museu

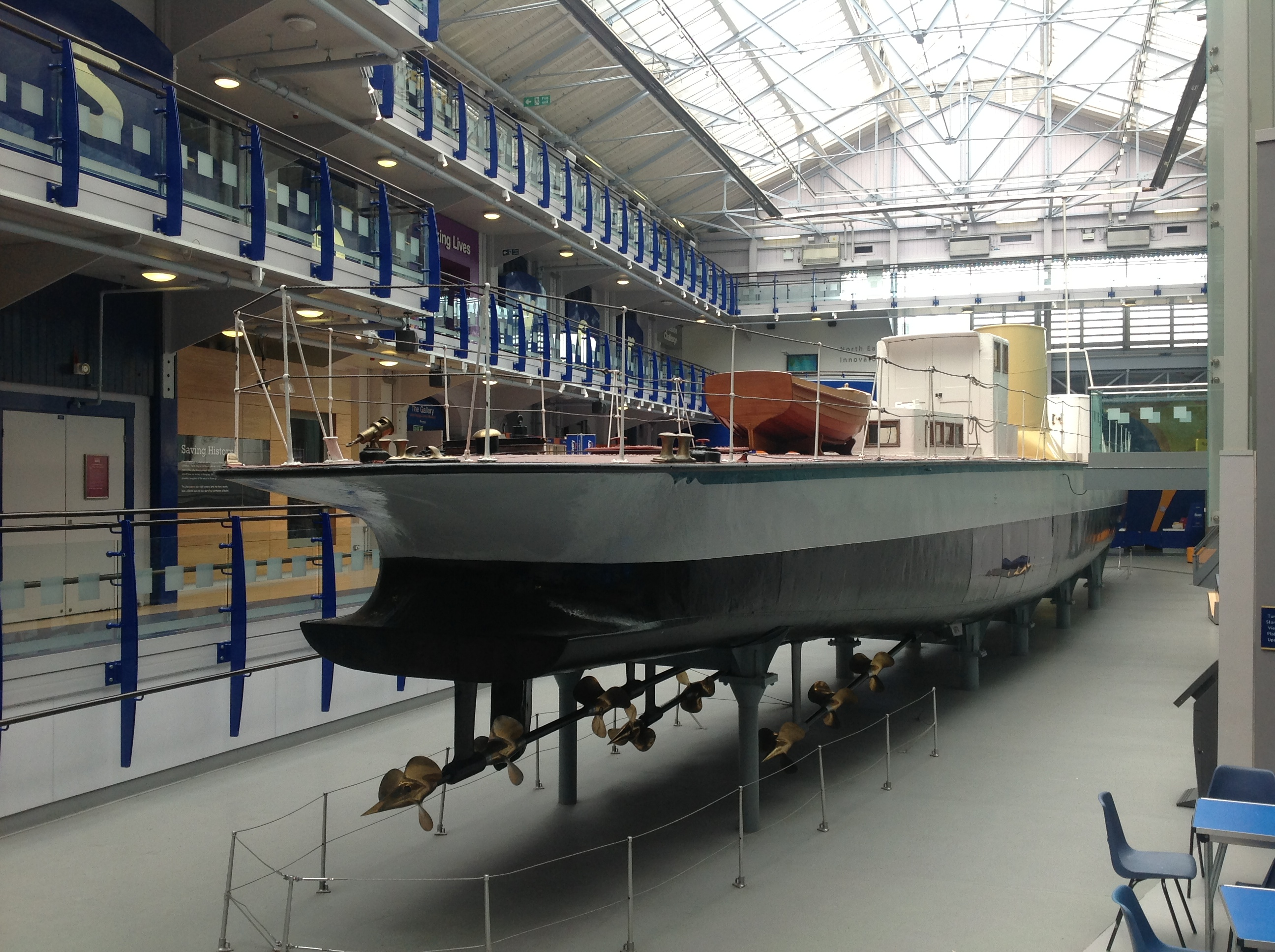
Turbinia em exposição no Newcastle Discovery Museum, em 2013.

A companhia decidiu retardar a deterioração do Turbinia retirando-o da água em 1908, e em 1926 os diretores da Parsons Marine Steam Turbine Company ofereceram o barco ao Museu da Ciência de Londres. Ele foi cortado ao meio e a seção de ré, completa com motores e hélices, foi colocada em exposição no museu South Kensington em Londres, que não tinha espaço para acomodar o barco inteiro. A seção de vante foi presenteada em 1944 para a Newcastle Corporation e colocada em exposição no Parque de Exposições, Newcastle. Em 1959, o Museu de Ciência retirou de apresentação a seção de ré do Turbinia e em 1961, usando uma seção central reconstruída, o Turbinia mais uma vez estava completo e em exposição no Museu Municipal de Ciência e Indústria Newcastle. Em 1983 uma reconstrução completa foi efetuada.
Em 30 de outubro de 1994, 100 anos após seu lançamento, o Turbinia foi movido para o Museu de Ciência e Engenharia de Newcastle (mais tarde rebatizado como The Discovery Museum) e colocado em exposição ao público em março de 1996. Listado como parte da Frota Nacional Histórica em 2000, o navio foi o ponto focal de um programa de redesenvolvimento de £10,7 milhões no Discovery Museum. A galeria em torno do Turbinia foi a primeira área a ser renovada, com a maior parte do trabalho sendo a elevação do teto em um andar para criar galerias de visualização em três níveis.